# 声優旅行社へようこそ。
声優旅行社へようこそ。（せいゆうりょこうしゃへようこそ）は、CSのアニメ専門チャンネルAT-Xで放送される旅番組である。

## 第1弾
『1泊2日でもがっつり遊べます! 青二の売れっ子ですけど、何か? SP in 韓国』のサブタイトルで、青二プロダクション所属の声優4名が韓国で1泊2日の旅をする内容。
2006年11月19日に前編が、12月24日に後編がそれぞれ放送された。また、DVDも発売されている（DVDの詳細は外部リンク「声優旅行社へようこそ。」参照）。

### 出演
- 野島健児
- 森田成一
- 金田朋子
- 広橋涼

### スタッフ
制作：共同テレビジョン

## 第2弾
『1泊2日でもガツンと遊べます! 今回も青二の売れっ子があばれはっちゃけます! SP IN 台湾』のサブタイトルで、第1弾に引き続き青二プロダクション所属の声優4名が台湾で1泊2日の旅をする内容。
2008年3月16日に前編が、3月30日に後編がそれぞれ放送された。第1弾同様、DVDも発売されている。

### 出演
- 小野坂昌也
- 神谷浩史
- 金田朋子
- 広橋涼